# Galu, Neamț
Galu este un sat în comuna Poiana Teiului din județul Neamț, Moldova, România.